# کفر عازار
کفر عازار (به لاتین: Kfar Azar) یک منطقهٔ مسکونی در اسرائیل است که در رمت گن واقع شده‌است.